# Касьян, Иван Павлович
Иван Павлович Касьян (Косьян) (07.11.1922 — 04.06.1994) — разведчик взвода пешей разведки 896-го стрелкового Краснознамённого полка (211-я стрелковая Черниговская Краснознамённая дивизия, 67-й стрелковый Львовский корпус, 38-я армия, 4-й Украинский фронт), младший сержант, участник Великой Отечественной войны и Советско-японской войны, кавалер ордена Славы трёх степеней.

## Биография
Родился 7 ноября 1922 года в селе Плоское Гоголевского района Киевского округа Киевской губернии Украинской ССР, ныне в составе Броварского района Киевской области Украины. Из семьи крестьянина. Украинец.
Окончил 4 класса сельской школы. С 1939 года трудился в колхозе в родном селе.
После начала Великой Отечественной войны летом 1941 года был мобилизован на строительство оборонительных сооружений вокруг Киева. После Киевской катастрофы войск Юго-Западного фронта в сентябре 1941 года оказался на оккупированной территории.
В Красную армию был призван сразу после освобождения местности, где он проживал, в августе 1943 года. В действующей армии с сентября 1943 года.
Разведчик взвода пешей разведки 896-го стрелкового полка (211-я стрелковая дивизия, 38-я армия, 1-й Украинский фронт) красноармеец Иван Касьян отличился в Львовско-Сандомирской наступательной операции. В составе группы захвата в ночь на 28 августа 1944 года у населённого пункта Тарговиска (8 километров юго-восточнее города Кросно, Польша) пробрался в тыл противника, уничтожил расчёт крупнокалиберного пулемёта, захватил «языка» и доставил его в штаб полка.
За образцовое выполнение боевых заданий Командования на фронте борьбы с немецкими захватчиками и проявленные при этом доблесть и мужество приказом по 211-й стрелковой дивизии № 033-н от 12 сентября 1944 года красноармеец Касьян Иван Павлович награждён орденом Славы 3-й степени.
Разведчик взвода пешей разведки 896-го стрелкового полка ефрейтор Иван Касьян во время разведвыхода в немецкий тыл в ночь на 24 ноября 1944 года в составе группы захвата в районе населённого пункта Вышня Писана (ныне в составе района Свидник Прешовского края, Словакия), когда по разведчикам внезапно открыла огонь пулемётная точка, первым бросился к ней и забросал её гранатами. На месте были уничтожены 12 гитлеровцев и захвачен ручной пулемёт. Благодаря его действиям разведгруппа смогла захватить контрольного пленного и доставить его в расположение части. Был представлен командиром полка к награждению орденом Отечественной войны 2-й степени, но командир корпуса заменил награду на орден Славы 3-й степени.
За образцовое выполнение боевых заданий Командования на фронте борьбы с немецкими захватчиками и проявленные при этом доблесть и мужество приказом по 67-му стрелковому корпусу № 01/н от 3 января 1945 года ефрейтор Иван Павлович Касьян награждён орденом Славы 3-й степени.
Младший сержант Иван Касьян вновь проявил отвагу в Западно-Карпатской наступательной операции. С 20 по 22 января 1945 года вместе с отделением находился в тылу противника. В бою за населённый пункт Менцына (12 километров северо-западнее города Новы-Сонч, ныне в составе Малопольского воеводства, Польша) вместе с отделением из засады атаковал вражескую колонну, в составе которой, как оказалось, было 52 солдата. На месте было уничтожено 15 солдат противника, 37 - взяты в плен, захвачены 2 пушки, 3 автомашины и 12 повозок с военным имуществом. Разведчики потерь не имели.
22 января 1945 года в районе местечка Тымбарк при преследовании противника разведчики догнали отходящий немецкий взвод и атаковали его. Поддавшись панике, противник не оказал упорного сопротивления, разбежавшись поодиночке и бросив 2 исправных орудия. На месте было убито 3 немецких солдата и 2 захвачены в плен. В обоих боях И. П. Касьян действовал умело и отважно.
За образцовое выполнение боевых заданий Командования на фронте борьбы с немецкими захватчиками и проявленные при этом доблесть и мужество приказом войскам 38-й армии № 06/н от 7 февраля 1945 года младший сержант Иван Павлович Касьян награждён орденом Славы 2-й степени.
Несколько раз был ранен за годы войны. Впервые ранен через несколько дней после прибытия на фронт, 12 ноября 1943 года. Дважды был ранен и в 1944 году – 18 января и 24 июня. К счастью, все ранения оказались лёгкими. А вот в конце зимы 1945 года четвёртое ранение оказалось тяжёлым. Несколько месяцев И. П. Касьян провёл в госпиталях.
После излечения он был зачислен понтонёром в 11-й отдельный понтонно-мостовой батальон 10-й понтонно-мостовой бригады 15-й армии на Дальнем Востоке. В составе 2-го Дальневосточного фронта принимал участие в Маньчжурской стратегической наступательной операции Советско-японской войны. В августе 1945 года под огнём японцев возводил переправу через Амур. Затем вместе с батальоном преодолел сотни километров по горно-таёжной местности, возводя переправы через многочисленные реки для наступавших войск.
В декабре 1945 года младший сержант И. П. Касьян был демобилизован. Вернулся в родное село Плоское. Работал в колхозе, с 1966 - в совхозе «Плосковский».
Указом Президиума Верховного Совета СССР от 31 декабря 1987 года был перенаграждён орденом Славы 1-й степени, став таким образом полным кавалером ордена Славы.
Скончался 4 июня 1994 года. Похоронен в селе Плоское Броварский район Киевской области.

## Награды
- Орден Отечественной войны 2-й степени (11.03.1985)[3]
- Орден Красной Звезды (12.09.1944)[4]
- Орден Славы 1-й (31.12.1987)[5], 2-й (07.02.1945)[6] и 3-й (12.09.1944)[7] степеней
- медали, в том числе:
  - «За отвагу»(10.11.1944)[8]
  - «Медаль «За боевые заслуги»» (31.12.1944)[9]
  - «Медаль «За боевые заслуги»» (10.09.1945)[10]
  - Медаль «За победу над Японией» (1945)
  - «В ознаменование 100-летия со дня рождения Владимира Ильича Ленина» (6 апреля 1970)
  - «За победу над Германией» (9 мая 1945[11])
  - «20 лет Победы в Великой Отечественной войне 1941—1945 гг.» (7 мая 1965[12])
  - «30 лет Победы в Великой Отечественной войне 1941—1945 гг.»[13]
  - «30 лет Советской Армии и Флота»[14]
  - «40 лет Вооружённых Сил СССР»[15]
  - «50 лет Вооружённых Сил СССР» (26 декабря 1967[16])
- Знак «25 лет победы в Великой Отечественной войне» (1970)

## Память
- На могиле установлен надгробный памятник.
- Увековечен на Сайте МО РФ.